# Окулов, Николай Михайлович
Николай Михайлович Окулов (1835—1899) — русский юрист, прокурор, сенатор. Тайный советник.

## Биография
Родился 30 декабря 1835 (11 января 1836) года в Ярославской губернии.
В 1855 году окончил Императорское училище правоведения и 5 июня начал службу в первом департаменте Сената.
В 1858 году был назначен товарищем председателя Вологодской палаты уголовного суда; с 1860 года был также директором Вологодского губернского попечительного комитета о тюрьмах.
С 1863 года — пензенский, с 1865 года — псковский губернский прокурор.
В 1866–1868 годах занимал должность прокурора Рыбинского окружного суда; в 1868–1870 годах был товарищем прокурора Харьковской судебной палаты.
С 1870 года — председатель Самарского, с 1871 года – Ярославского окружных судов; с 1 января 1874 года — действительный статский советник.
В 1877–1883 годах был старшим председателем Казанской судебной палаты.
В 1883 году, с 9 ноября был назначен сенатором в гражданский кассационный департамент; со следующего года состоял в уголовном кассационном департаменте Сената.
Умер в Ницце 23 января (4 февраля) 1899 года.

## Награды
Награжден высшими орденами Российской империи, до ордена Св. Александра Невского (01.01.1893) включительно.